# TMEM198
TMEM198 (англ. Transmembrane protein 198) – білок, який кодується однойменним геном, розташованим у людей на 2-й хромосомі. Довжина поліпептидного ланцюга білка становить 360 амінокислот, а молекулярна маса — 39 475.
| 10         |  | 20         |  | 30         |  | 40         |  | 50         |
| ---------- |  | ---------- |  | ---------- |  | ---------- |  | ---------- |
| MPGTVATLRF |  | QLLPPEPDDA |  | FWGAPCEQPL |  | ERRYQALPAL |  | VCIMCCLFGV |
| VYCFFGYRCF |  | KAVLFLTGLL |  | FGSVVIFLLC |  | YRERVLETQL |  | SAGASAGIAL |
| GIGLLCGLVA |  | MLVRSVGLFL |  | VGLLLGLLLA |  | AAALLGSAPY |  | YQPGSVWGPL |
| GLLLGGGLLC |  | ALLTLRWPRP |  | LTTLATAVTG |  | AALIATAADY |  | FAELLLLGRY |
| VVERLRAAPV |  | PPLCWRSWAL |  | LALWPLLSLM |  | GVLVQWRVTA |  | EGDSHTEVVI |
| SRQRRRVQLM |  | RIRQQEDRKE |  | KRRKKRPPRA |  | PLRGPRAPPR |  | PGPPDPAYRR |
| RPVPIKRFNG |  | DVLSPSYIQS |  | FRDRQTGSSL |  | SSFMASPTDA |  | DYEYGSRGPL |
| TACSGPPVRV |  |            |  |            |  |            |  |            |

A: Аланін

C: Цистеїн

D: Аспарагінова кислота

E: Глутамінова кислота

F: Фенілаланін

G: Гліцин

H: Гістидин

I: Ізолейцин

K: Лізин

L: Лейцин

M: Метіонін

N: Аспарагін

P: Пролін

Q: Глутамін

R: Аргінін

S: Серин

T: Треонін

V: Валін

W: Триптофан

Кодований геном білок за функцією належить до білків розвитку. 
Задіяний у такому біологічному процесі, як сигнальний шлях Wnt. 
Локалізований у клітинній мембрані, мембрані, цитоплазматичних везикулах.